# Centre commercial Okabé
Okabé est un centre commercial régional d'Île-de-France situé dans la commune du Kremlin-Bicêtre. Son nom signifie qu'il se trouve « au K-B », ce qui accessoirement a une sonorité japonisante (岡部).

## Situation et accès
Ce centre commercial se trouve avenue de Fontainebleau.
Il est accessible par la station de métro Le Kremlin-Bicêtre sur la ligne 7 du métro de Paris.

## Historique
Le centre commercial a été construit sur une friche industrielle laissée libre depuis le départ de la charcuterie Géo en 1995.
Il a ouvert en 2010,, et est le premier centre commercial français à recevoir le label HQE,.
En 2013, un espace de bureaux est acquis par Primonial REIM.
En 2019, la partie de vente de détail est rachetée auprès d'Altarea Cogedim par la Société des Grands Magasins,.
L'année suivante, les bureaux sont revendus par Primonial REIM à BNP Paribas Real Estate,,.
Comme de nombreux autres centres similaires, il doit fermer à plusieurs reprises pendant la pandémie de Covid-19 en France.

## Description
Sa surface est de 27 850 mètres carrés.